# 지미 핀책
지미 핀책(Jimmy Pinchak, 1996년 2월 16일 ~ )은 미국의 배우이다.

## 출연 작품
- 엔더스 게임 - 피터 위긴 역